# Lac Petén Itzá
Le lac Petén Itzá est un lac situé dans le nord du département du Petén, au Guatemala. C'est le troisième lac du pays par la superficie après le lac Izabal (589 km2) et le lac Atitlán (130 km2), avec 99 km2 (environ 32 kilomètres de long pour 5 de large), et une profondeur maximale de 160 mètres. La ville de Flores, chef-lieu du département du Petén, se trouve sur une île, près de la rive sud du lac. 

## Tourisme
Le lac est fréquenté chaque année par environ 150 000 touristes, principalement en raison de ses richesses archéologiques. Il est à environ 25 km de Tikal et se trouve au bord de la seule route d'accès. Au moins vingt-sept sites liés à la civilisation maya ont été découverts sur ses rives, dont les ruines de Tayasal, la capitale de l'un des derniers royaumes mayas indépendants, conquis en 1697 par les Espagnols sur les Itza. 

## Environnement
C'est également un lieu privilégié pour l'observation de la faune sauvage, en particulier le crocodile américain, le crocodile de Morelet, le jaguar, le puma, le cerf de Virginie, le daguet rouge, ainsi que de nombreuses espèces de perroquets, de toucans et d'aras. Sur la rive nord-est du lac se trouve le biotope protégé de Cerro Cahui, destiné à la préservation d'espèces de papillons dans une réserve de 6,5 km2, qui abrite également des toucans, des atèles, des singes hurleurs, et beaucoup d'autres espèces caractéristiques des forêts humides.

## Histoire
Le nom du lac a une étymologie maya yucatèque : peten signifie île, et itza correspond au peuple qui colonisa toute la péninsule du Yucatan et le nord du Petén vers 900 apr. J.-C. Venus du nord, ce peuple Maya Chontal (originaire de lagune de Bacalar), ayant adopté la langue maya yucatèque, établit une alliance matrimoniale avec le clan Chel de Cozumel et fonde la cité de Chichen Itza. Après avoir renversé les Xiu de Uxmal (dynastie en provenance d'Uxul du royaume du Serpent), ils deviennent maîtres de toute cette région vraisemblablement jusqu'au lac Izabal au Sud. En 1221, une ligue de plusieurs clans du Yucatan au Nord (dont les Cocom) les renverse à leur tour au profit de la cité de Mayapán. Les Itza survivant à la défaite se réfugient au Sud sur les rives et sur une île du lac. Ils fondent la cité de Noh Peten qui signifie "l'île sud" en maya yucatèque aussi connue sous le nom de Tayasal pour les Espagnols, ainsi que Zac Peten, "l'île blanche", Quexil et Yalain.